# Semantiska minnet
Det semantiska minnet lagrar informationens innebörd i långtidsminnet, som på olika sätt kan bli klassificerade i minnet. Det semantiska minnet är nära förknippat med inlärningen. Speciellt viktigt är i vilken form kunskapen finns lagrad i minnet. Det semantiska minnet hanterar generell kunskap som till exempel att Stockholm är Sveriges huvudstad. Här hanteras även relationer mellan begrepp som till exempel att varmt är motsats till kallt. Det semantiska minnet inkluderar även språklig kunskap. Denna del av minnet saknar hänvisning till tid och plats till skillnad mot det episodiska minnet som kräver en medveten erinring av en tidigare eller kommande episod eller händelse. Man kan även föreställa sig att det semantiska minnet är ett begreppsnätverk med en välutvecklad struktur.   